# بهدان یسیپ
بهدان یسیپ (اوکراینی: Богдан Борисович Єсип؛ زادهٔ ۲ اوت ۱۹۷۸) بازیکن فوتبال اهل اوکراین است.
از باشگاه‌هایی که در آن بازی کرده‌است می‌توان به باشگاه فوتبال اوورلا اوژهورود، باشگاه فوتبال روستوف، و باشگاه فوتبال کارپاتی لویو اشاره کرد.